# Sinovitis
En medicina, se conoce como sinovitis a la inflamación de la membrana sinovial. La membrana sinovial es una delgada lámina de tejido que recubre la mayor parte de la superficie interna de las articulaciones de tipo diartrósico, como la rodilla, cadera, hombro e interfalángicas de las manos. Todas las enfermedades que causan inflamación de la articulación (artritis), pueden originar también sinovitis, una de las más frecuentes es la artritis reumatoide. Cuando la sinovitis afecta a la vaina que envuelve un tendón y se asocia a tendinitis del mismo, el proceso se conoce como tenosinovitis.

## Causas
La sinovitis puede estar originada por una amplia lista de causas. Se clasifican de la siguiente forma:
- Sinovitis traumática. Si el origen es un traumatismo sobre una articulación.
- Sinovitis de las artritis inflamatorias. Todas las enfermedades que causan artritis inflamatoria pueden originar sinovitis, entre ellas la artritis reumatoide, la artritis por microcristales (gota), la artritis psoriásica y la artritis del lupus eritematoso sistémico.
- Sinovitis de las artritis infecciosas.
- Sinovitis de la artrosis. La artrosis y otros procesos degenerativos del cartílago articular son una de las causas de sinovitis.

## Tipos de sinovitis
- Sinovitis aguda.
- Sinovitis crónica. El ejemplo más típico es la sinovitis de la artritis reumatoide, la membrana sinovial aparece engrosada e infiltrada por numerosas células inflamatorias, entre ellas linfocitos y células plasmáticas, formando el llamado pannus sinovial.
- Sinovitis transitoria de cadera. Enfermedad que afecta sobre todo a niños de entre 3 y 8 años y provoca dolor de inicio brusco en la región de la cadera y cojera. Está provocada por una sinovitis en dicha articulación.[2][3]
- Sinovitis vellonodular pigmentada. A pesar de su nombre, no es una auténtica sinovitis, sino un proceso tumoral benigno con proliferación sinovial y líquido sinovial hemorrágico.